# Vegemite
A Vegemite (kiejtés [ˈvɛdʒɨmaɪt] kb. vedzsimájt) Ausztráliában igen népszerű, a mindennapi étkezés és szinte a nemzeti identitás részét képező „kennivaló” élelmiszer magas só- és glutaminsav-tartalommal. A receptet Cyril P. Callister Melbourne-ben dolgozta ki 1922-ben.
A sörgyártásból visszamaradó, magas élesztőtartalmú cefréből autolízissel készül, só, különféle vitaminok és zöldségek hozzáadásával. Állati származékot nem tartalmaz, így vegetáriánusok is fogyaszthatják. Sokrétűen lehet felhasználni, de elsősorban a kenyérre, vajas kenyérre, vagy vajas pirítósra egész vékonyan felkenve fogyasztják. Íze erősen sós, umamis, kesernyés, pikáns, a glutaminsav miatt kissé a szójaszószra, vagy a szardellapasztára, illata kissé a barna sörre, vagy cefrére emlékeztet. Színe sötétbarna, állaga viszkózus, sűrűn krémes. Sárga címkés üvegben árulják.

## Története
A Vegemite receptjét 1922-ben dolgozták ki Ausztráliában, miután az akkor már több éve gyártott, hozzá hasonló, de vele nem azonos angol gyártmányú Marmite szállítása akadozni kezdett az első világháborút követő gazdasági nehézségek miatt. A termék megalkotója Cyril P. Callister élelmiszertechnikus volt, aki a Fred Walker & Co. vállalattól kapott erre megbízást. Célja az akkoriban nem túl jó táplálkozást folytató ausztrálok, elsősorban a gyermekek magas B-vitamin-tartalmú élelmiszerrel való ellátása volt.
Fő alapanyaga a sörgyártás után visszamaradó, zagyszerű, élesztőtartalmú anyag. A hasznos alkotórészek ebből való kivonásának módszerét Callister fejlesztette ki. Az így keletkező tiszta folyadékot hagyma, maláta és zeller kivonattal, sóval és vitaminokkal dúsították, melynek végeredménye egy sós, kesernyés, sötétbarna paszta. A termék elnevezésére Ausztráliában nemzeti versenyt hirdettek, a fődíj mai árfolyamon 3500 ausztrál dollár volt. A nyertes Vegemite nevet kalapból húzták ki, és még abban az évben levédették.
A Vegemite 1923-ban került a boltokba, s noha a gyermekek egészségére gyakorolt jó hatást bemutató reklámkampányokat is folytattak, nem ment jól az eladás. Az időközben ismét nagy mennyiségben szállított Marmite miatt átnevezték Parwillre (a Mama és Papa szavak hasonlósága miatt), de nem javultak az eladások, így visszatértek az eredeti Vegemite névhez.
1925-ben a terméket gyártó Fred Walker & Co. cég vezetője megalakította a Kraft Walker Cheese Co.-t (a Kraft élelmiszeripari óriással együtt), majd nagyarányú reklámkampányba kezdtek. Aki a cég sajttermékeiből vásárolt, bizonyos mennyiség felett ajándékba kapott egy Vegemite-ot. 1935-ben a receptet és a gyártás jogát megvette a Kraft Foods. Később reklámvers-versenyt hirdettek, melynek díjai amerikai Pontiac autók voltak. Miután egy brit kutatóintézet megerősítette a Vegemite jelentős B-vitamin-tartalmát, az orvosok számára engedélyezték a Vegemite tápszerként való ajánlását, a forgalom fellendült.
A második világháború alatt az ausztrál katonák szokásos ellátmányának részét képezte a Vegemite. Az 1940-es évek végére már az ausztrál háztartások kilencven százalékában megtalálható volt. Egy rádióreklám céljára 1954-ben íródott dalocska, majd a vele készített mozi és tévéreklámok nagyot lendítettek a termék a fogyasztásán. A „Happy Little Vegemite” dalocska Ausztráliában közel hatvan év után is általánosan ismert.
A Vegemite kizárólag a Kraft Foods gyárában a Melbourne-i kikötő mellett, Ausztráliában készül. Miután a Kraft Foods cég 2012-ben két részre vált, a Vegemite gyártását attól fogva az élelmiszergyártással foglalkozó utódcég, a Mondelez Australia Foods folytatja, változatlan helyen. A Vegemite pontos receptje szigorú titok. Az évek alatt egyetlen változtatás történt, a sótartalmat némileg csökkentették. A kilencven éve gyakorlatilag változatlan termékből évente 22 millió üveggel állítanak elő, az egymilliárdodik üveg 2008 októberében készült el. A termék 97 százaléka Ausztráliában fogy el, a maradék három százalékot exportálják. A Vegemite mára több, mint élelmiszer: az ausztrál nemzeti identitás és kultúra része.

### iSnack 2.0
2009 körül vezették be a sajtkrémmel dúsított, lágy ízű új Vegemite-ot. Elnevezésére pályázatot írtak ki, a nyertes név az iSnack 2.0 lett. Ezzel a élelmiszereknél furcsa névvel a ifjabb generációkat kívánták megszólítani. Az iSnack 2.0 név ellen össznépi tiltakozás bontakozott ki, ennek hatására végül a termék a Vegemite Cheesybite nevet kapta.

### My First Vegemite
2011 elején került az üzletekbe a kifejezetten gyermekek számára kifejlesztett My First Vegemite. Sótartalmát a felére csökkentették, vitamintartalmát megemelték. A termék eladása nem ment jól, ezért 2012 során forgalmazását megszüntették.

## Felhasználása
Elsősorban szendvicskrém formájában, reggelire, uzsonnára vagy úti szendvicshez fogyasztják. Önmagában élvezhetetlen, erős íze és magas sótartalma miatt figyelni kell a kis mennyiségű adagolásra.
Leggyakoribb elkészítési módja a szimpla vagy dupla szelet pirítós, vajjal, vagy margarinnal megkenve, rajta késhegynyi Vegemite; körülbelül az egykor Magyarországon népszerű vegetás kenyérre emlékeztető élményt jelent. Nemcsak pirítóssal, hanem normál kenyérrel, péksüteménnyel, sós keksszel, puffasztott rizslappal is ugyanolyan jó, a mellé adott vaj, margarin, vagy sajtkrém viszont nagyon fontos az erős íz lágyítása miatt. Többek között vékony sajtszelet, paradicsom, uborka, saláta, avokádó, tojás adható mellé, további fűszerezésre és sózásra viszont nincs szükség. Ízlés szerint bármilyen egyéb módon, pizzákhoz, hamburgerekhez, tésztákhoz, szószokhoz is felhasználható. Úgy tartják, egy kávéskanál Vegemite forró vízben feloldva, teaként fogyasztva kiváló szer másnaposság ellen.
A Vegemite megfelel mind a kóser, mint a muszlim halal előírásoknak. Mivel nem tartalmaz állati terméket, vegetariánusok is fogyaszthatják.

## Megítélése
Az ott született és ezen felnőtt ausztrálok számára napjainkban a Vegemite az otthon és a gyermekkor ízét jelenti. Mivel azonban az új bevándorlók és azok gyermekei – őrizve eredeti étkezési szokásaikat – nem, vagy csak kevéssé fogyasztják, eladása újabban csökkenő tendenciát mutat.
Más országokban csak mostanában kezdik szélesebb körben megismerni. Sokan úgy tartják, a nem ezen nevelkedett emberek többsége számára élvezhetetlen, akinek viszont ízlik, az nagyon fogja szeretni. Az ausztrálok szerint annak, hogy elsőre sokan élvezhetetlennek ítélik, a rossz felhasználási mód, a túladagolás az oka.
Mark Webber Formula–1-es autóversenyző sosem utazik megfelelő mennyiségű Vegemite-ellátmány nélkül a versenyekre. Russell Crowe ausztrál színész vékony paradicsomszeletekkel szereti. Dannii Minogue énekesnő szerint kiváló szer másnaposság ellen. Barack Obama amerikai elnök viszont keresetlen őszinteséggel rettenetesnek nevezte.

## Összetétele
sörélesztő-kivonat, malátakivonat, zöldségkivonat (zeller, hagyma), konyhasó, niacin, thiamin, riboflavin, folsav, színezék (karamell, E150), tartósítószer (kéndioxid, E220)
- energiatartalom 790 kJ (189 kcal) / 100 gramm
- 0,7% zsír
- 19,4% szénhidrát
- 25,4% fehérje
- 8,5% konyhasó
- természetes glutaminsav-tartalom 1400 mg / 100 gramm (1,4%)

## Sótartalom
Noha a termék 8,5 százalék konyhasó tartalma magasnak mondható, a csekély mennyiségű adagolás miatt egészséges embereknél nem jelent egészségi kockázatot a fogyasztása. Napi rendszerességű fogyasztás esetén egy 220 grammos üveg egy hónapra elegendő, ebben az esetben a sóbevitel napi 0,6 grammot jelent, ami a 3 grammos ajánlott és az átlag 15-20 grammos tényleges sóbevitel mellett elhanyagolható. A sótartalomnál figyelembe kell venni azt is, hogy az igen meleg ausztrál klíma mellett magasabb sóbevitelre van szükség, mint a kevésbé meleg területeken. Sószegény diétára szorulók ügyeljenek az elfogyasztott mennyiségre.

## Túlérzékenység előfordulása
A Vegemite, akárcsak a többi, hasonló módon készített és feldolgozott élelmiszer (savanyított káposzta, szójaszósz, tofu, pezsgő, stb.), glutaminsavat, hisztamint és tiramint is tartalmaz. Noha az emberek többsége számára semmi problémát nem jelent a fogyasztása, érzékeny személyeknél ezekkel összefüggő mellékhatások léphetnek fel, többek között az arc kivörösödése és égése, rossz közérzet, fejfájás, migrén, migrénaura, pulzus- és vérnyomásemelkedés, a hisztaminintolerancia tünetei, az úgynevezett kínaiétterem-szindróma.
A Vegemite glutaminsav-tartalma 1.4 %, mely a gyártás folyamán természetes úton keletkezik . Ez önmagában igen magas értéknek számít, de a csekély mennyiségű adagolás miatt egy átlagos adag Vegemite kevesebb glutaminsavat tartalmaz, mint egy paradicsom, vagy egy falat érett sajt. A fogyasztás során esetlegesen fellépő kellemetlen tüneteket elsősorban a hisztamin és tiramin okozza.

## Változatai
- Normál Vegemite, többféle kiszerelésben kapható, az egy adagostól a családi változatig, de a leggyakoribb a 220 grammos üveg sárga címkével, sárga kupakkal, piros alapú felirattal
- Sajtkrémmel dúsított Vegemite Cheesybite

### Hasonló termékek
- Hasonló, sörélesztő alapú ételízesítő termék a brit Marmite, valamint a brittől különböző új-zélandi és dél-afrikai Marmite, az ausztrál Promite, a svájci Cenovis és a német Hefeextrakt.
- A második világháború során a húshiány enyhítésére dolgozták ki a szintén sörélesztőből készült magyar Sertamint. A Richter Gedeon és Dreher Antal cég által kidolgozott szer a Vegemite-hoz hasonlóan húsízűvé változtatta a hús nélküli ételeket, pótolta a hiányzó vitaminokat, fehérjéket és ásványi anyagokat.

### Vegemite reklámok
- https://www.youtube.com/watch?v=2eADffNel4c archív reklám 1948-ból
- https://www.youtube.com/watch?v=LZF3FBh-n_8 Vegemite reklám az1960-as évekből
- https://www.youtube.com/watch?v=laI7Yc73FmM Vegemite reklám a nyolcvanas évekből

### Hogyan készítsük?
- https://www.youtube.com/watch?v=H3W7Tt_iS7I Vegemite-os szendvics készítése